# Palisades (гурт)
Palisades — американський рок-гурт з міста Айзелін, штат Нью-Джерсі. Гурт був заснований у 2008 році як Marilyn Is Dead, у серпні 2011 року вони змінили назву на Palisades і підписали контракт з лейблом Rise Records. Palisades випустили п'ять студійних альбомів: Outcasts у 2012 році, Mind Games у 2015 році, однойменний альбом у 2017 році, Erase the Pain у 2018 році та останній Reaching Hypercritical 22 липня 2022 року. У них також є один самостійний альбом під попередньою назвою.

## Історія
Гурт утворився в січні 2008 року під назвою Marilyn Is Dead і самостійно випустив один альбом Appearance Disappear у 2009 році. Згодом у гурті двічі змінився склад: басиста Кріса Алейксо замінив Брендон Сідні у 2010 році, а вокаліста Алекса Фаркаша замінив Луїс Міцелі у 2011 році. Зміна вокаліста супроводжувалась зміною назви гурту на Palisades у серпні того ж року та самостійним випуском першого мініальбому The Rise. Мініальбом та його сингли — «Immortal», «Bury It» і «Disclosure» (за участю Тайлера Сміта з The Word Alive) — привернули до Palisades увагу лейблу Rise Records, який підписав з ними контракт пізніше того ж року. Rise Records вирішили перевипустити мініальбом у лютому 2012 року під новою назвою «I'm Not Dying Today», тоді як гурт розпочав роботу над першим студійним альбомом. Після гастролей і роботи над альбомом протягом 2012 року гурт випустив Outcasts у травні 2013 року. Для просування альбому вони випустили сингл під назвою «Outcasts» і гастролювали з Capture The Crown, Heartist і Famous Last Words. Outcasts дебютував на 181 місці в чарті Billboard Top 200. Гурт продовжував випускати пісні в 2014 році, включаючи кавер на хіт Бейонсе «Drunk in Love».

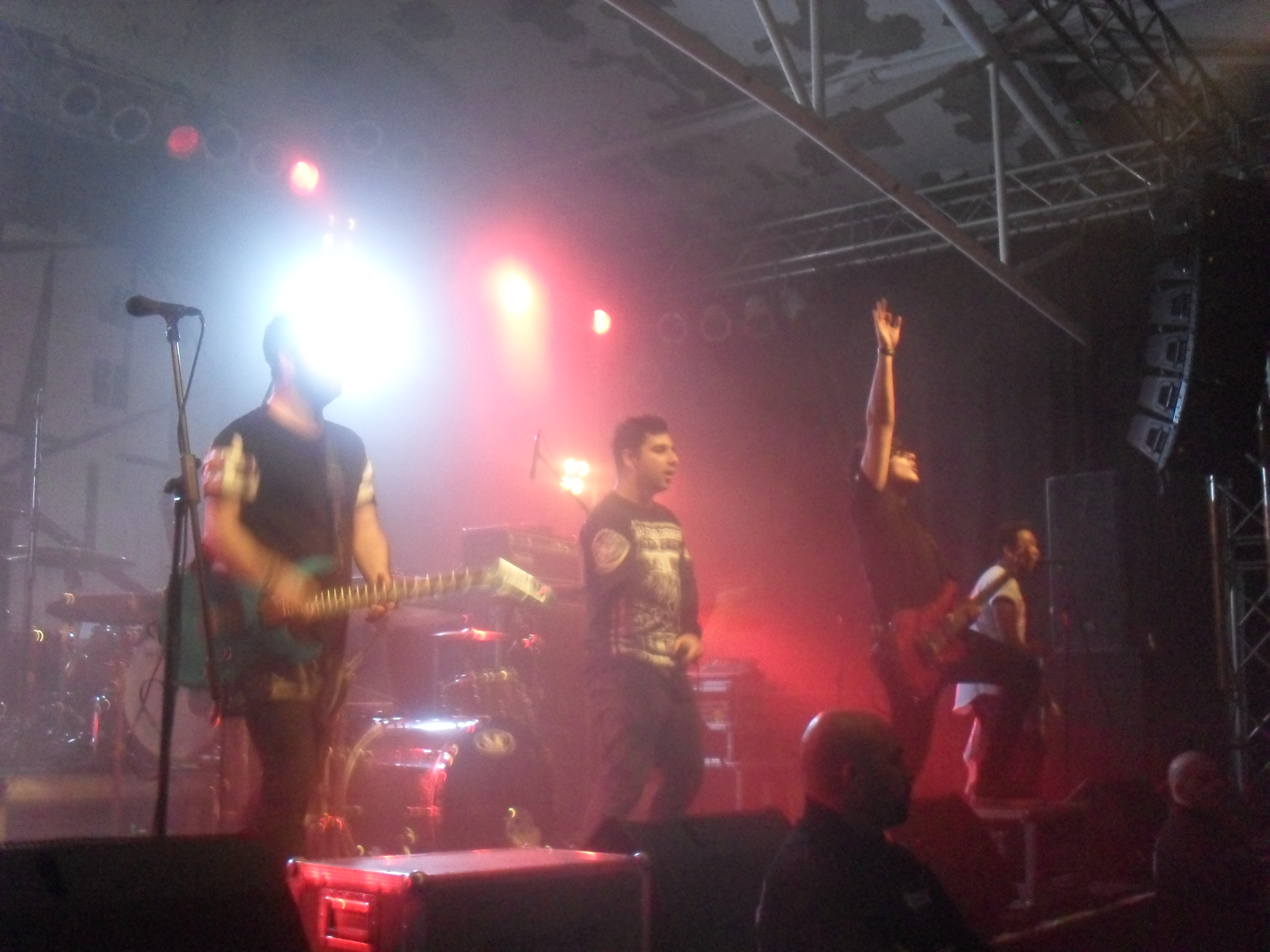
Виступ Palisades у 2013 році

28 травня 2014 року гурт оголосив, що збирається відправитися в студію для роботи над другим альбомом. Вокаліст Лу Мічелі опублікував заяву щодо загального звучання другого альбому гурту, зазначивши: «Ми дуже раді, що нарешті опинилися в студії для запису нашого другого альбому. Ми дуже виросли з часу виходу нашого останнього альбому і, можливо, дійсно створили звучання, яке вирізняє PALISADES з-поміж інших. Ми відчуваємо, що цього разу нам вдалося вловити енергію наших живих виступів і вкласти її у справжній запис. Ми нічого не приховуємо й не можемо дочекатися, аби відзначитись цим другим релізом».
13 лютого 2016 року Palisades оголосили, що учасники Брендон Різ і Ерл Халасан покинули гурт, щоб зайнятися іншими справами, і що новим басистом і другим вокалістом стане Брендон Елгар, а діджей/продюсер Крістіан Мочізукі, відомий як GRAVES, стане новим діджеєм/студійним учасником гурту. Гурт заявив, що обидва нові учасники краще вписуються в колектив та мають музичні здібності, щоб зробити новий звук гурту сильнішим.
У 2016 році Palisades зробили кавер на пісню My Chemical Romance «House of Wolves» для триб'ютного CD Rock Sound.
Palisades випустили однойменний студійний альбом 20 січня 2017 року на лейблі Rise Records. У багатьох інтерв'ю гурт заявляв, що звук для Palisades на альбомі є «певною мірою остаточним».
У 2017 році ансамбль гастролював з американським гард-рок гуртом Letters from the Fire.
У 2018 році ансамбль знову гастролював з американським гард-роковим ансамблем Letters from the Fire. 5 жовтня 2018 року вони випустили сингл «War» з нового альбому Erase the Pain і гастролювали з Dayseeker і Savage Hands на його підтримку. Erase the Pain вийшов 28 грудня 2018 року. У лютому 2019 року гурт гастролював із Nothing More, Of Mice & Men і Badflower.
1 грудня 2021 року Palisades оголосили про вихід Лу Мічелі-молодшого, і про те, що вокалістом гурту стане Брендон Елгар. 6 грудня 2021 року гурт випустив «My Consequences», перший сингл з Елгаром як єдиним головним вокалістом. 11 березня 2022 року гурт випустив сингл «Better» і анонсував п'ятий альбом Reaching Hypercritical, який вийшов 22 липня 2022 року.
27 жовтня 2022 року гурт оголосив у своєму Twitter-акаунті, що вокаліст Брендон Елгар вирішив покинути гурт, через що вони відмовилися від майбутнього туру з Secrets. 11 січня 2023 року гурт офіційно підтвердив, що розпадається після останнього концерту, запланованого на 25 лютого 2023 року. Вони також оголосили, що на цьому концерті до них приєднаються колишній вокаліст Лу Мічелі та клавішник Ерл Галасан.

## Учасники гурту
Остаточний склад
- Ксав'єр Адамес — гітара, бек-вокал (2008—2023)
- Метью Маршалл — ритм-гітара (2008—2023)
- Аарон Роза — барабани, перкусія (2008—2023)
- Ерл Галасан — програвачі, семплування, клавішні, синтезатори, програмування (2008—2016, 2023), соло-гітара та ритм-гітара (2008—2013)
- Луї «Лу» Мічелі-молодший — вокал (2011—2021, 2023)

Сесійні музиканти
- Крістіан «Graves» Мочізукі — програвачі, семплування, клавішні, синтезатори, програмування (2016—2022)

Колишні учасники
- Алекс Фаркас — вокал (2008—2011)
- Кріс Алейксо — бас, бек-вокал (2008—2010)
- Брендон Різ — бас, бек-вокал, спів-вокал (2010—2016)
- Брендон Елгар — бас (2016—2022); вокал (2016—2021), ведучий вокал (2021—2022)

Шкала

## Дискографія

### Студійні альбоми
| Назва                  | Деталі альбому                                                                   | Пікові позиції на діаграмі | Пікові позиції на діаграмі | Пікові позиції на діаграмі | Пікові позиції на діаграмі | Пікові позиції на діаграмі |
| Назва                  | Деталі альбому                                                                   | США                        | US Heat                    | US Rock                    | US Hard                    | US Indie                   |
| ---------------------- | -------------------------------------------------------------------------------- | -------------------------- | -------------------------- | -------------------------- | -------------------------- | -------------------------- |
| Appearance Disappear   | - Випущено: 7 квітня 2009 - Лейбл: випущений самостійно                          | —                          | —                          | —                          | —                          | —                          |
| Outcasts               | - Випущено: 20 травня 2013 - Лейбл: Rise - Формати: CD, LP, цифрове завантаження | —                          | 7                          | —                          | —                          | —                          |
| Mind Games             | - Випущено: 13 січня 2015 - Лейбл: Rise - Формати: CD, LP, цифрове завантаження  | 198                        | 2                          | 17                         | 5                          | 13                         |
| Palisades              | - Випущено: 20 січня 2017 - Лейбл: Rise - Формати: CD, LP, цифрове завантаження  | —                          | 3                          | —                          | 18                         | 12                         |
| Erase the Pain         | - Випущено: 28 грудня 2018 - Лейбл: Rise - Формати: CD, LP, цифрове завантаження | 175                        | 1                          | 35                         | 9                          | 1                          |
| Reaching Hypercritical | - Випущено: 22 липня 2022 - Лейбл: Rise - Формати: CD, LP, цифрове завантаження  | —                          | —                          | —                          | —                          | —                          |

### Мініальбоми
- I'm Not Dying Today (2012)

### Сингли
| Назва                                              | Рік  | Альбом                 |
| -------------------------------------------------- | ---- | ---------------------- |
| «Bury It»                                          | 2012 | I'm Not Dying Today    |
| «Disclosure»                                       | 2012 | I'm Not Dying Today    |
| «Outcasts» (За участі Енді Лео з Crown the Empire) | 2013 | Outcasts               |
| «High and Low» (за участі Тайлера Картера Issues)  | 2014 | Outcasts               |
| «Player Haters' Ball» (за участі blackbear)        | 2014 | Mind Games             |
| «Mind Games» (за участі Champs)                    | 2014 | Mind Games             |
| «No Chaser»                                        | 2015 | Mind Games             |
| «Fall»                                             | 2016 | Palisades              |
| «Aggression»                                       | 2016 | Palisades              |
| «Through Hell»                                     | 2016 | Palisades              |
| «War»                                              | 2018 | Erase the Pain         |
| «Fragile Bones»                                    | 2018 | Erase the Pain         |
| «My Consequences»                                  | 2021 | Reaching Hypercritical |
| «Better»                                           | 2022 | Reaching Hypercritical |
| «Reaching Hypercritical»                           | 2022 | Reaching Hypercritical |
| «Sober»                                            | 2022 | Reaching Hypercritical |

### Появи у збірках
| Рік  | Пісня                                            | Альбом                                |
| ---- | ------------------------------------------------ | ------------------------------------- |
| 2014 | «Happy» (кавер на Фаррелла Вільямса)             | Punk Goes Pop Vol. 6                  |
| 2014 | High and Low                                     | Another Techno Jawn                   |
| 2016 | «House of Wolves» (кавер на My Chemical Romance) | Rock Sound Presents: The Black Parade |

## Музичні кліпи
- «Bury It» (2012)
- «Disclosure» (2012)
- «Outcasts» за участі Енді Лео з Crown the Empire (2013)
- «High and Low» за участі Тайлера Картера з Issues (2014)
- «Mind Games» за участі Champs (2014)
- «haters Player ball» за участі blackbear
- «No Chaser» (2015)
- «Fall» (2016)
- «Let Down» (2017)
- «Better Chemicals» (2017)
- «Through Hell» (2018)
- «War» (2018)
- «Erase The Pain» (2019)
- «My Consequences» (2021)
- «Better» (2022)
- «Sober» (2022)

## Тури
| Назва туру                                     | Учасники | Країна/Континент | Участь з по             |
| ---------------------------------------------- | --- | ---------------- | ----------------------- |
| The Revived Tour                               | Us, From Outside, A Faylene Sky, Palisades, Send The Messenger                                                                                          | Північна Америка | лютий — березень 2012   |
| The Jamboree 3 Festival                        | Like Moths to Flames, The Acacia Strain, The Black Dahlia Murder, Palisades та інші                                                                     | Північна Америка | квітень 2012            |
| Rise Records Freshman Class of 2012 Tour       | The Air I Breathe, My Ticket Home, Hands Like Houses, Palisades                                                                                         | Північна Америка | травень 2012            |
| The Freedom Isn't Free Tour                    | Our Last Night, Crown the Empire, Set It Off, Palisades, Lions Lions, 'Alive, in Standby'                                                               | Північна Америка | червень 2012            |
| The Canadian Takeover Tour                     | My Ticket Home, Palisades, Horizons | Північна Америка | вересень 2012           |
| The Infamous Tour                              | Abandon All Ships, Skip the Foreplay, For All Those Sleeping, Upon This Dawning, Palisades                                                              | Північна Америка | жовтень 2012            |
| The Filthy February Pt 1 Tour                  | I See Stars, For All Those Sleeping, Get Scared, Upon This Dawning, Palisades                                                                           | Північна Америка | лютий 2013              |
| The Rise Records Tour 2013                     | Like Moths to Flames, Crown the Empire, The Color Morale, Palisades, My Ticket Home                                                                     | Північна Америка | квітень 2013            |
| The Generation Now Tour                        | Crown the Empire, Capture the Crown, Palisades, Heartist, Famous Last Words                                                                             | Північна Америка | травень 2013            |
| The Fear Inside Our Bones Tour                 | The Almost, Palisades, Sugar Glider | Північна Америка | червень 2013            |
| The Started at the Bottom, Now We're Here Tour | I See Stars, The Word Alive, Crown The Empire, Get Scared, Dayshell, Palisades                                                                          | Північна Америка | жовтень — листопад 2013 |
| This Is How The Wind Shifts Europe Tour        | Silverstein, Dream On Dreamer, Palisades | Європа           | листопад — грудень 2013 |
| Ride or Die Tour                               | Palisades, Famous Last Words, Tear Out The Heart, So Many Ways, One Last Look                                                                           | Північна Америка | січень — лютий 2014     |
| The Acceptance Speech Tour                     | Dance Gavin Dance, Capture the Crown, Palisades, Bleach Blonde, Hideouts                                                                                | Північна Америка | квітень — травень 2014  |
| The Allstars Tour                              | I See Stars, The Acacia Strain, Like Moths to Flames, Slaves, Structures, Mutrix, Betraying the Martyrs, Palisades, Sworn In, Upon This Dawning та інші | Північна Америка | липень — серпень 2014   |
| The Present, Future, Past Tour                 | We Came as Romans, For Today, The Color Morale, Palisades                                                                                               | Північна Америка | вересень — жовтень 2014 |
| The Not Your American Idols Tour               | For All Those Sleeping, Capture the Crown, Ice Nine Kills, Palisades, Myka Relocate, Youth in Revolt                                                    | Північна Америка | жовтень — листопад 2014 |
| The Win-tour                                   | For the Fallen Dreams, Palisades, Cane Hill | Північна Америка | грудень 2014            |
| The Mind Games Release Tour                    | Palisades, For All I Am, Youth in Revolt, Aspire | Північна Америка | січень 2015             |
| Our Last Night World Tour                      | Palisades, Our Last Night | Європа           | травень 2015            |
| Warped Tour 2015                               | August Burns Red, Blessthefall, Crossfaith, Hundredth, Knuckle Puck, Palisades, Simple Plan, This Wild Life та інші                                     | Північна Америка | червень — серпень 2015  |
| Younger Dreams Tour                            | Palisades, Our Last Night, Crooks | Європа           | жовтень — листопад 2015 |

## Нотатки
1. ↑  Outcasts did not enter the Billboard 200 chart.[11]
2. ↑  Palisades did not enter the Billboard 200 chart.[11]